# Alka Balbir
Pour les articles homonymes, voir Balbir.
Anne-Laure Balbir dite Alka Balbir, née en 1984, est une chanteuse et une comédienne française.

## Biographie

### Famille et formation
Ses grands-parents maternels sont garagistes dans la campagne lyonnaise et sa mère fait de la danse, du chant, des claquettes et sort un single sous le nom de scène Mauve. Son père, Denis Balbir, est journaliste sportif. Au collège, elle fait l'école Les Enfants de la comédie, à Sèvres.

## Filmographie

### Cinéma

#### Longs métrages
- 2009 : Le Père de mes enfants de Mia Hansen-Løve
- 2012 : Réussir sa vie de Benoît Forgeard
- 2014 : 24 jours d'Alexandre Arcady : Yaël Halimi
- 2014 : SMS : La maîtresse d'école.
- 2016 : Gaz de France de Benoît Forgeard : Samira
- 2016 : Ouvert la nuit d'Edouard Baer : Karine
- 2019 : Yves de Benoît Forgeard
- 2020 : Rouge de Farid Bentoumi

#### Courts métrages
- 2006 : Cauchemar du perdeur de clés de Paul Saintillan
- 2006 : Interférence de David Bertram
- 2009 : Superproducer de Jonathan Barré
- 2010 : L'antivirus de Benoît Forgeard
- 2012 : Bonjour de Maurice Barthélémy

### Télévision
- 2003 : L'île bleue (téléfilm)
- 2003 : Un été amoureux (téléfilm)
- 2006 : La Crim' (série télévisée, 1 épisode)
- 2006 : Alphonse Funèbre sable noir (série télévisée, 1 épisode)
- 2006 : Le Bureau (mini-série télévisée)
- 2010 : SOS 18 (sixième saison, 5 épisodes)
- 2013 : À la française d'Édouard Baer (captation de pièce de théâtre)
- 2018 : Ma mère, le crabe et moi
- 2022 : Marianne (mini-série) d'Alexandre Charlot, Franck Magnier et Myriam Vinocour : Selma
- 2022 : J'étais à ça (fiction courte) de Zoé Bruneau : Lila
- 2022 : Miskina, la pauvre (série) : Cherifa
- 2023 : Le Fil d'Ariane de Jason Roffé : Antonia

### Clips
- 2010 : Vidéo Dans ta bouche de Benjamin Biolay
- 2012 : Clip One out of Two de Breakbot
- 2012 : Clip Eros automatique de Lafayette
- 2017 : Clip Mon mec avec Philippe Katerine

## Théâtre
- 2007-2009 : Looking for Mister Castang d'Édouard Baer, Tournée et Théâtre Marigny
- 2009-2010 : Miam Miam d'Édouard Baer, Théâtre Marigny
- 2012 : À la française d'Édouard Baer, Théâtre Marigny
- 2016 : Maris et femmes de Woody Allen, mise en scène Stéphane Hillel, Théâtre de Paris
- 2017 : La Vraie vie de Fabrice Roger-Lacan, mise en scène Bernard Murat, Théâtre Édouard VII
- 2020-2022: George Dandin, mis en scène par Michel Fau, Production Bouffes du Nord: Angélique
- 2022-2023: Le journal de Paris, mis en Scène par Edouard Baer, Théâtre Porte Saint Martin

## Discographie

### Album solo
- 2013 : La première fois écriture, composition et arrangement de Benjamin Biolay, évoquant Isabelle Adjani[5],[6],[7],[8], tant pour sa façon de chanter et sa voix, que son statut d'actrice-muse d'un célèbre compositeur, comme Adjani le fut pour Serge Gainsbourg. Elle répond à cette comparaison : « On m'en parle tous les jours depuis la sortie du disque, mais ça ne me dérange pas. J'ai énormément d'admiration pour Isabelle Adjani, aussi bien l'actrice que la chanteuse. Pour moi, c'est plus une manière de chanter gainsbourienne, une voix par défaut. Mon timbre fait que je chante dans le souffle. »[9],[10], sauf pour le titre Les gens bien élevés : reprise de la chanson de 1969 de France Gall[11].

### Singles
- 2013 : Bâtards suprêmes
- 2017 : Mon mec

### Participations
- 2008 : chante dans le morceau Un Temps Pour Tout de l'album Quinze Chansons de Vincent Delerme
- 2009 : chante dans le morceau Lyon Presqu'île de l'album La Superbe de Benjamin Biolay
- 2013 : chante dans le morceau Affaire Classée de l'album The Maze du groupe français Chateau Marmont
- prête sa voix pour le morceau BrianVision MMXIII de Justice

## Distinctions

### Nomination
- 2012 : Talents Cannes Adami (actrice)[12]